# (11013) Kullander
(11013) Kullander ist ein Asteroid des Hauptgürtels, der am 16. August 1982 vom schwedischen Astronomen Claes-Ingvar Lagerkvist am La-Silla-Observatorium der Europäischen Südsternwarte (IAU-Code 809) in Chile entdeckt wurde. Sichtungen des Asteroiden hatte es nahezu zeitgleich am Krim-Observatorium in Nautschnyj unter der vorläufigen Bezeichnung 1982 RF2 gegeben.
Der Asteroid gehört zur Nysa-Gruppe, einer nach (44) Nysa benannten Gruppe von Asteroiden, die auch als Hertha-Familie bekannt ist (nach (135) Hertha).
(11013) Kullander wurde am 18. März 2003 nach dem schwedischen Physiker Sven Kullander (1936–2014) benannt, der als Professor an der Universität Uppsala Experimente an der Struktur der Atomhülle, des Heliumkerns und der Struktur der Materie mit Hilfe von in einem Teilchenbeschleuniger produzierten Mesonen durchführte.